# Heuvelse kerk
De Heuvelse kerk (ook Sint-Jozefkerk) is een neogotisch katholiek kerkgebouw in de Noord-Brabantse stad Tilburg. Het is samen met de Heikese kerk het belangrijkste kerkgebouw van het centrum en geldt als beeldbepalend voor Tilburg. Het staat bij de Heuvel, een centraal plein naar welke de aan Jozef van Nazareth gewijde kerk is vernoemd. Voor het gebouw staat het uit 1921 stammende Heilig Hartbeeld. De kerk maakt onderdeel uit van Parochie De Goede Herder.
Vanwege financiële redenen is het gebouw in twee fasen gebouwd. Het eerste deel kwam tot stand in de jaren 1871–73 en het tweede deel, dat de voorgevel met de twee torens omvatte, werd gebouwd tussen 1887 en 1889. De wijding vond plaats in dat laatste jaar door de bisschop van het bisdom 's-Hertogenbosch. Een nieuwe kerk was nodig om plaats te bieden aan de groeiende Tilburgse bevolking en deze werd gebouwd in de tuin van een kazerne. Het kazerne zelf werd omgebouwd tot de pastorie. De enige grote aanpassing aan het door Hendrik Jacobus van Tulder ontworpen gebouw was de uitbreiding van het transept in de jaren 50.
De kruisbasiliek heeft aan de voorzijde twee torens met een hoogte van 72 meter. De ingangen bevinden zich in de drie portalen in de voorgevel. In het middelste portaal is een reliëf van de vlucht naar Egypte. Ook staat op het topje van de puntgevel tussen de torens een in koper verguld beeld van Sint-Jozef. Het interieur van de Heuvelse kerk wordt overdekt door een kruisribgewelf en bevat twee orgels en een gevleugeld altaarstuk, dat door Hendrik van der Geld is vervaardigd tussen 1878 en 1881. Ook bevinden zich er fresco's van de kruisweg, die de Belg Georges de Geetere twee decennia na de opening heeft geschilderd.
In 2019 kondigde de parochie plannen aan om de Heuvelse kerk te verkopen, maar de bisschop heeft die plannen uitgesteld.

## Geschiedenis

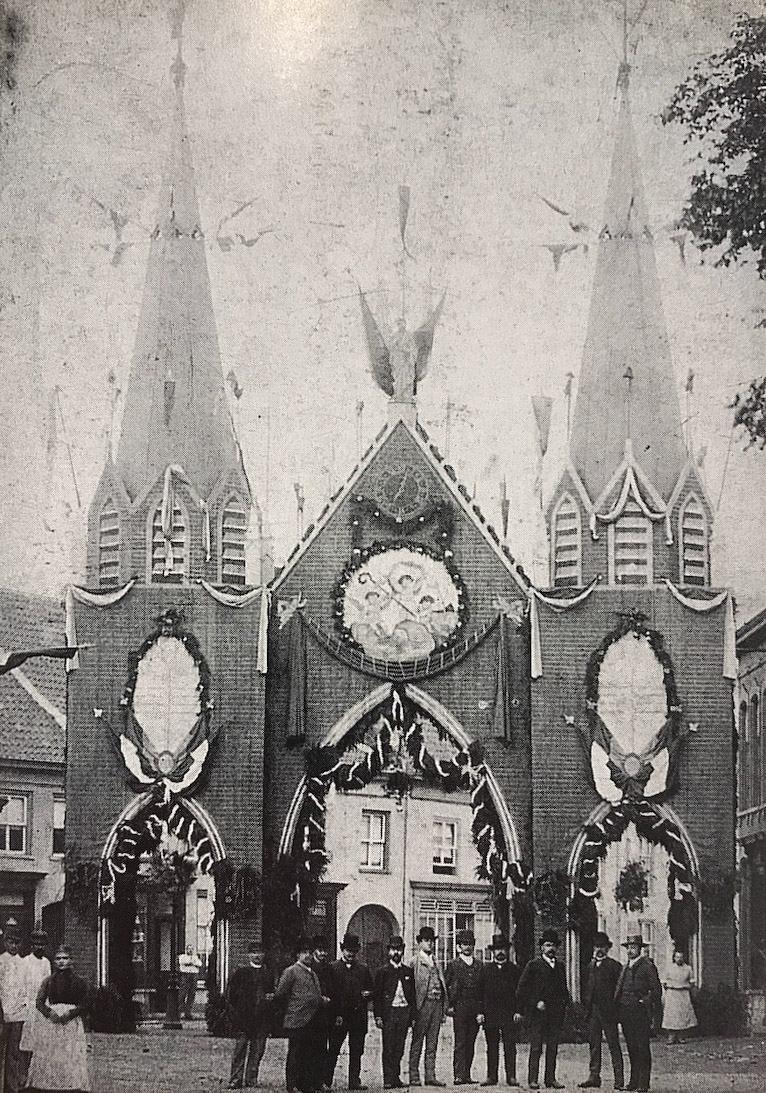
De commissie die voor de inwijding in 1889 verantwoordelijk was poseert voor een boog, die de kerk moet voorstellen (aan het einde van de Bosscheweg).

### Bouw en wijding
Voordat de kerk er stond maakte de buurt onderdeel uit van de parochie 't Heike met de Heikese kerk als parochiekerk. Door de sterke bevolkingsgroei kwam het kerkbestuur op het idee om een nieuwe parochie te creëren met de naam "St. Jozef" – ook wel "Heuvel" – en om haar kerk te bouwen naast het plein Heuvel op de locatie van een kazerne van de Marechaussee. Bisschop Joannes Zwijsen keurde de plannen goed in 1870 en benoemde kapelaan Jan van der Lee tot bouwpastoor. In december van datzelfde jaar ruilde de parochie grond bij de Heikese kerk voor de kazerne met tuinen met de gemeente, nadat de gemeenteraad en de Gedeputeerde Staten akkoord waren gegaan. Om ervoor te zorgen dat de nieuwe kerk vanaf de Heuvel bereikbaar zou zijn werden ook nog twee herenhuizen langs het plein opgekocht voor fl. 10.000 en direct daarna gesloopt. De kerk zou volledig in de tuin van de kazerne komen te staan en het kazernegebouw zelf zou worden omgebouwd tot de pastorie. In 1871 richtte de bisschop een bouwcommissie op, nadat Van der Lee fl. 30.000 had opgehaald onder de parochianen. Architect Hendrik Jacobus van Tulder was verantwoordelijk voor het ontwerp, dat vervolgens door de bisschop werd goedgekeurd.
Omdat de parochie niet genoeg geld kon vrijmaken voor het plan van Van Tulder, voltrok de bouw zich in twee fasen. De eerste begon in 1871 en het kostte fl. 92.000 om het priesterkoor, het transept en twee traveeën van het schip te voltooien. Bij de aanbesteding bedroeg het laagste bod van de in totaal drie boden fl. 112.000, maar dit werd naar beneden bijgesteld door te bezuinigen op bouwmaterialen. Bouwpastoor Van der Lee wijdde de kerk in op 15 oktober 1873 en de eerste openbare mis werd gehouden op 1 november. Het was aanvankelijk de bedoeling dat Van der Lee de pastoor van de nieuwe parochie St. Jozef zou worden, maar vanwege een overlijden werd hij pastoor van 't Heike. Uiteindelijk benoemde de bisschop Martinus van der Hagen tot pastoor van St. Jozef. Van der Hagen stierf twee jaar later in 1875 en werd opgevolgd door Antonius Donatus Smits. In de jaren na de voltooiing van het eerste deel van de Heuvelse kerk werd het interieur verrijkt met beelden, ornamenten en het altaarstuk.
In november 1887 werd gestart met de tweede bouwfase en restauratie van het al bestaande deel. Het schip werd afgebouwd en de voorgevel met twee torens werd toegevoegd. Dit alles kostte de parochie fl. 103.000, nadat was besloten het aantal nieuwe traveeën van het schip te verminderen van vijf naar vier. In oktober 1888 bereikten de torens hun top. Diezelfde maand overleed een bouwvakker, nadat hij van een hoogte van 30 meter naar beneden was gevallen. De oplevering vond plaats in 1889 en bisschop Adrianus Godschalk van het bisdom 's-Hertogenbosch wijdde de kerk officieel in op 1 juli, waarna een mis werd gehouden. De festiviteiten waren de dag ervoor al begonnen. De kerk was versierd en daarnaast waren ook zes tijdelijke bogen over de wegen rondom de kerk gemaakt. Een van de bogen was een miniatuurversie van de Heuvelse kerk.

### 20e eeuw
Na de bouwperiode werd onder andere nog een nieuw orgel, dat werd ingewijd in maart 1894, toegevoegd. In 1908 overleed Smits na een pastoraat van 33 jaar en nadat hij tot Officier in de Orde van Oranje-Nassau was benoemd. Zijn opvolger was Adrianus Norbertus Mutsaers. Toen hij in 1916 stierf nam Johannes Leonardus Brekelmans het pastoraat over. Onder leiding van Brekelmans werd de Heuvelse kerk voorzien van centrale verwarming. Ook was in 1921 de onthulling van het Heilig Hartbeeld, dat voor de kerk staat en een cadeau was van de Tilburgse bevolking. In de daaropvolgende jaren tot en met 1966 werd een jaarlijkse optocht georganiseerd om het Heilige Hart te eren.
In 1925 werd in de zuidelijke toren een beiaard, die uit 35 klokken van de Britse firma Gillett & Johnston bestond, geplaatst. Het was een geschenk van de parochianen ter ere van het gouden jubileum (50 jaar) van de parochie. De klokken konden automatisch worden geactiveerd, maar er was ook een klavier voor handmatige bespeling. De lichtste klok woog 6 kg, terwijl het gewicht van de zwaarste 1.080 kg bedroeg. In juni werd de beiaard voor het eerst bespeeld tijdens de optocht ter ere van het Heilige Hart door de Belgische beiaardier Jef Denyn. Daarna klonken de klokken elke vijftien minuten tot 1931, toen werd besloten de klokken niet in de nacht te luiden vanwege klachten. Tijdens de Duitse bezetting, in januari en februari 1943, werden de bronzen klokken van de beiaard verwijderd door de bezetters. Enkele nieuwe klokken werden in 1947 terug in de Heuvelse kerk geplaatst, maar de beiaard werd nooit hersteld. Een van die nieuwe klokken, genaamd "St. Jozef", was afkomstig van Petit & Fritsen en woog 1.793 kg.

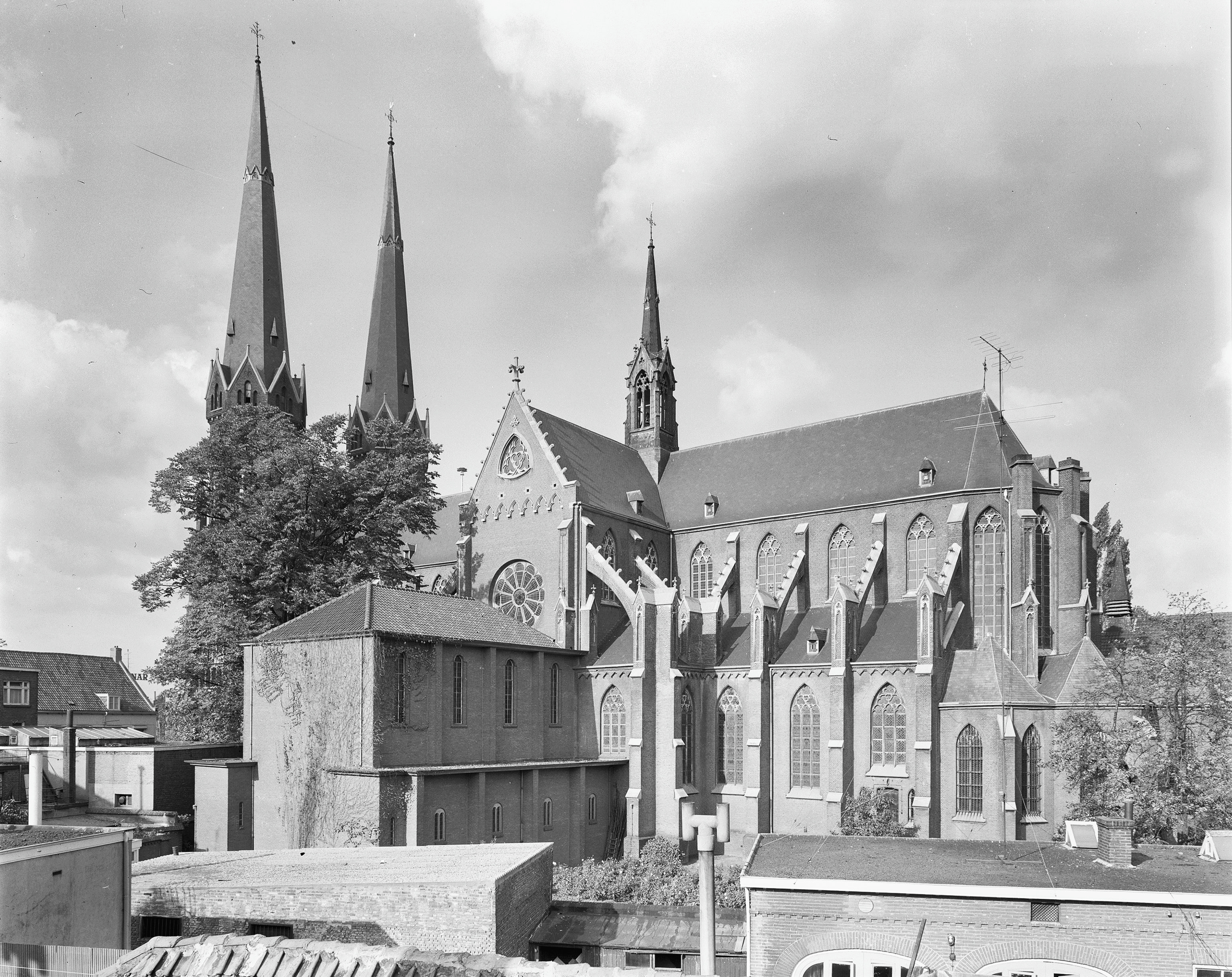
De zuidelijke gevel, waarbij een van de uitbreidingen van het transept zichtbaar is.

De Heuvelse kerk werd gerenoveerd tussen 1955 en 1956 om het transept uit te breiden aan beide uiteinden naar ontwerp van het architectenbureau van Jos Donders. Tijdens de werkzaamheden – in september van het eerste jaar – stortte een groot deel van de zuidelijke kant van het transept in, waardoor een groot gat in het exterieur ontstond en de uitbreiding, die nog in aanbouw was, beschadigd raakte. Het dak boven het ingestorte gedeelte bleef wel intact. Daaropvolgend konden in de kerk geen missen worden gehouden totdat de kerk twee weken later veilig werd verklaard. De aannemer werd uiteindelijk vrijgesproken in een strafproces. In de jaren tussen 1980 en 1996 vonden nog enkele kleinere restauraties plaats. Tijdens een daarvan werd een ijzeren hek over de breedte van het schip bij de ingang geplaatst om zo de rest van het interieur voor bezoekers af te kunnen sluiten.

### 21e eeuw
De parochie St. Jozef werd in 2012 samengevoegd met vijf andere Tilburgse parochies tot "De Goede Herder". Hiermee verloor de kerk haar status als parochiekerk. In 2019 kondigde De Goede Herder aan dat óf de Heuvelse kerk óf de Heikese kerk zou gaan sluiten vanwege een teruglopend bezoekersaantal en de financiële last van de kerken. Op eerste kerstdag werd bekendgemaakt dat de parochie van plan was de Heuvelse kerk te verkopen. In 2020 besloot bisschop Gerard de Korte dat de kerk nog in ieder geval vijf jaar zou openblijven en dat in de tussentijd zou worden gezocht naar een mogelijke nieuwe bestemming. Daarbij wordt ook gekeken naar het verkopen van een gedeelte van de kerk. Op 4 maart 2022 overleed Jan van Noorwegen, sedert 1984 pastoor van de Sint-Jozefkerk, op 86-jarige leeftijd.

## Architectuur

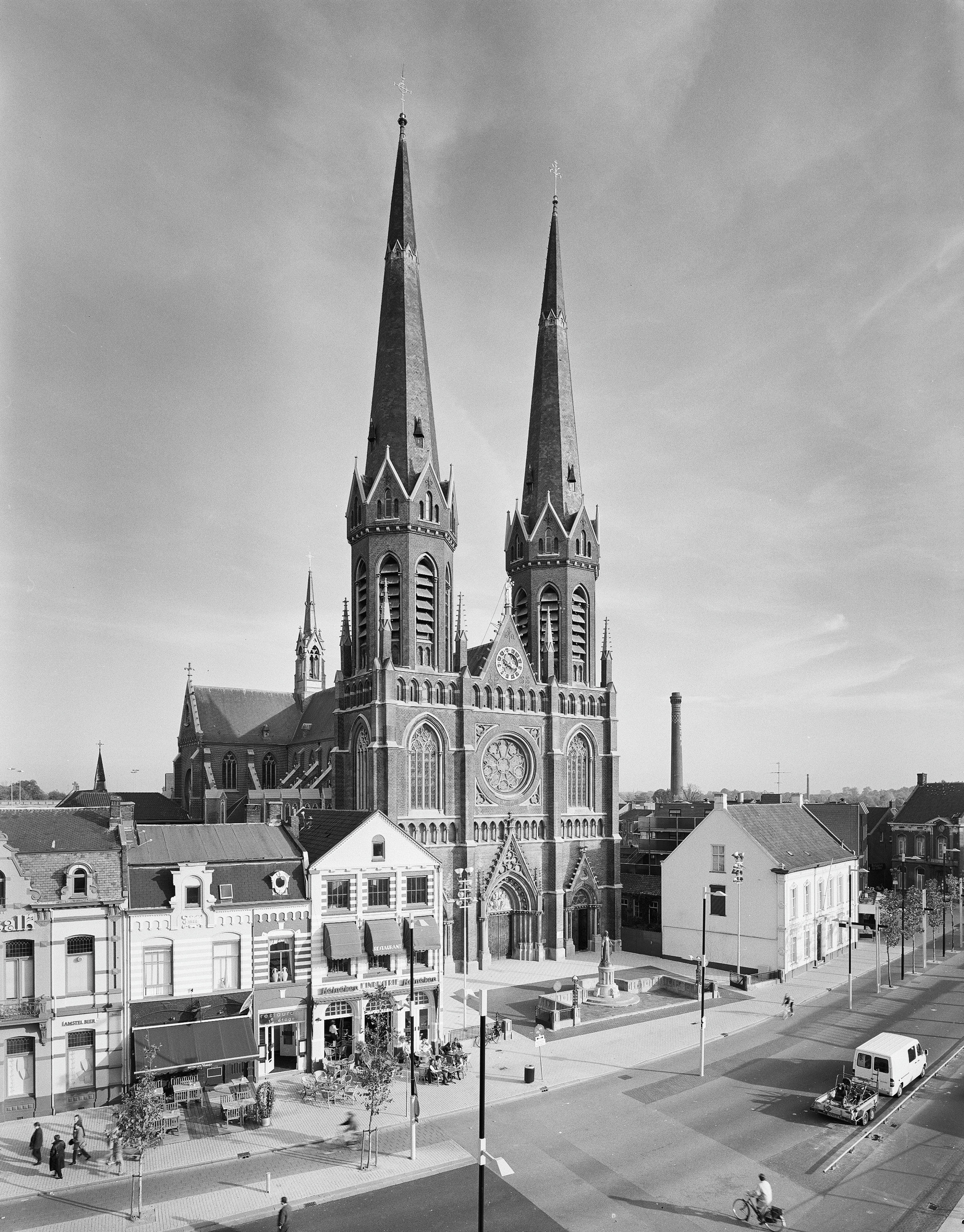
De kerk in 1993 (het witte gebouw rechts is de pastorie)

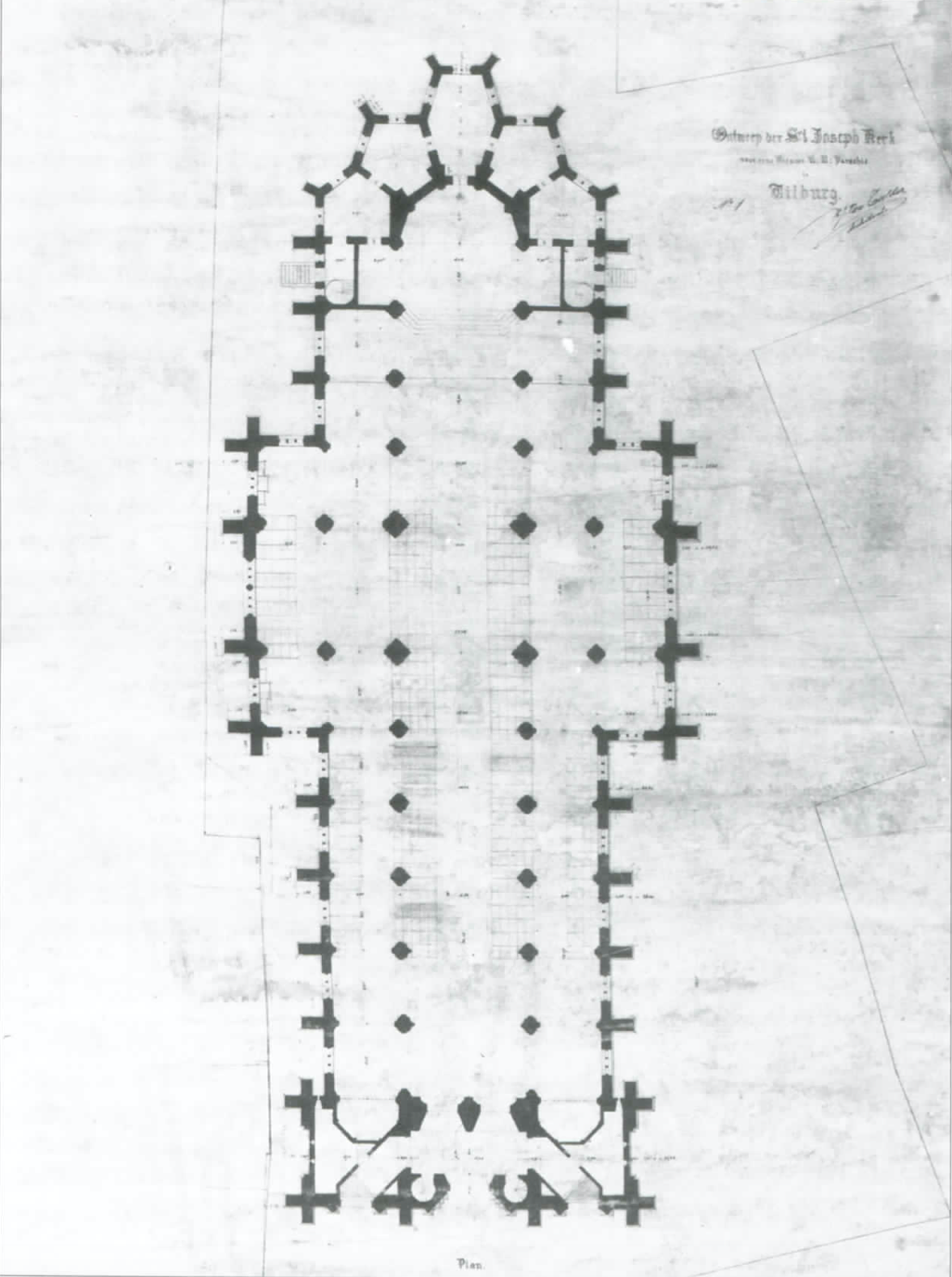
Bouwtekening uit 1887 (de latere uitbreiding van het transept is daarop niet zichtbaar)

### Exterieur
De kerk bevindt zich aan de Heuvelring bij de Heuvel, het stadsplein waarnaar de kerk is vernoemd. Het is een kruisbasiliek in de neogotische stijl, waarvan het schip in de windrichting oostnoordoost wijst. Het ontwerp is afkomstig van architect Hendrik Jacobus van Tulder, die verantwoordelijk was voor nog een aantal gebouwen in Tilburg waaronder ook enkele andere kerken en het voormalige stadhuis, dat twee decennia eerder was gebouwd. De Heuvelse kerk is sinds 1976 een rijksmonument.
De westgevel huisvest drie portalen met elk een wimberg. De middelste is net iets groter en bevat een reliëf uit 1890 van de vlucht naar Egypte door beeldhouwer Piet van Tielraden. Daarnaast staat ook de naam van de architect op de rechterkant van dat portaal. Daarboven is een rij van glas-in-loodramen, waaronder ook een roosvenster. Achter die ramen zit een installatie met de naam "lichtcarillon", die zichtbaar is vlak na zonsondergang. Het werd gemaakt door Paul van Dongen en Michiel Verheggen in 2000 en was gefinancierd door de gemeente en een aantal sponsoren, die hun geld hadden gedoneerd aan de Stichting Lichtcarillon Heuvel. Deze stichting overhandigde het eigendom van het "lichtcarillon" aan de parochie drie jaar na de oplevering.
De kerk heeft een dubbeltorenfront. De kerktorens hebben een hoogte van 72 meter. Ze zijn achthoekig en onder de steile torenspits bevinden zich kleine puntgevels. Ook is er een grote centrale puntgevel tussen de twee torens met daarop een kerkklok en het jaar "1888", waarin de torens werden voltooid. De klok stamt uit de 19e eeuw en werd later geëlektrificeerd. Op de nok staat een in koper verguld beeld van Sint-Jozef, aan wie de kerk is gewijd, met een hoogte van 2,20 meter. Het beeld zou in in 1921 tijdens een storm naar beneden zijn gevallen en zou vervolgens zijn vervangen. Het exterieur van de Heuvelse kerk is daarnaast versierd met onder andere luchtbogen en maaswerk. Boven de kruising staat een vieringtoren.
Pal voor de kerk staat het Heilig Hartbeeld, dat in 1921 door August Hermans werd vervaardigd. Het hart van dit beeld was aanvankelijk van goud, maar het werd vervangen door een in koper vergulden replica na een poging tot diefstal in 1982. Rechts van de voorgevel staat de pastorie, die nog in gebruik is en beschikt over een tuin.

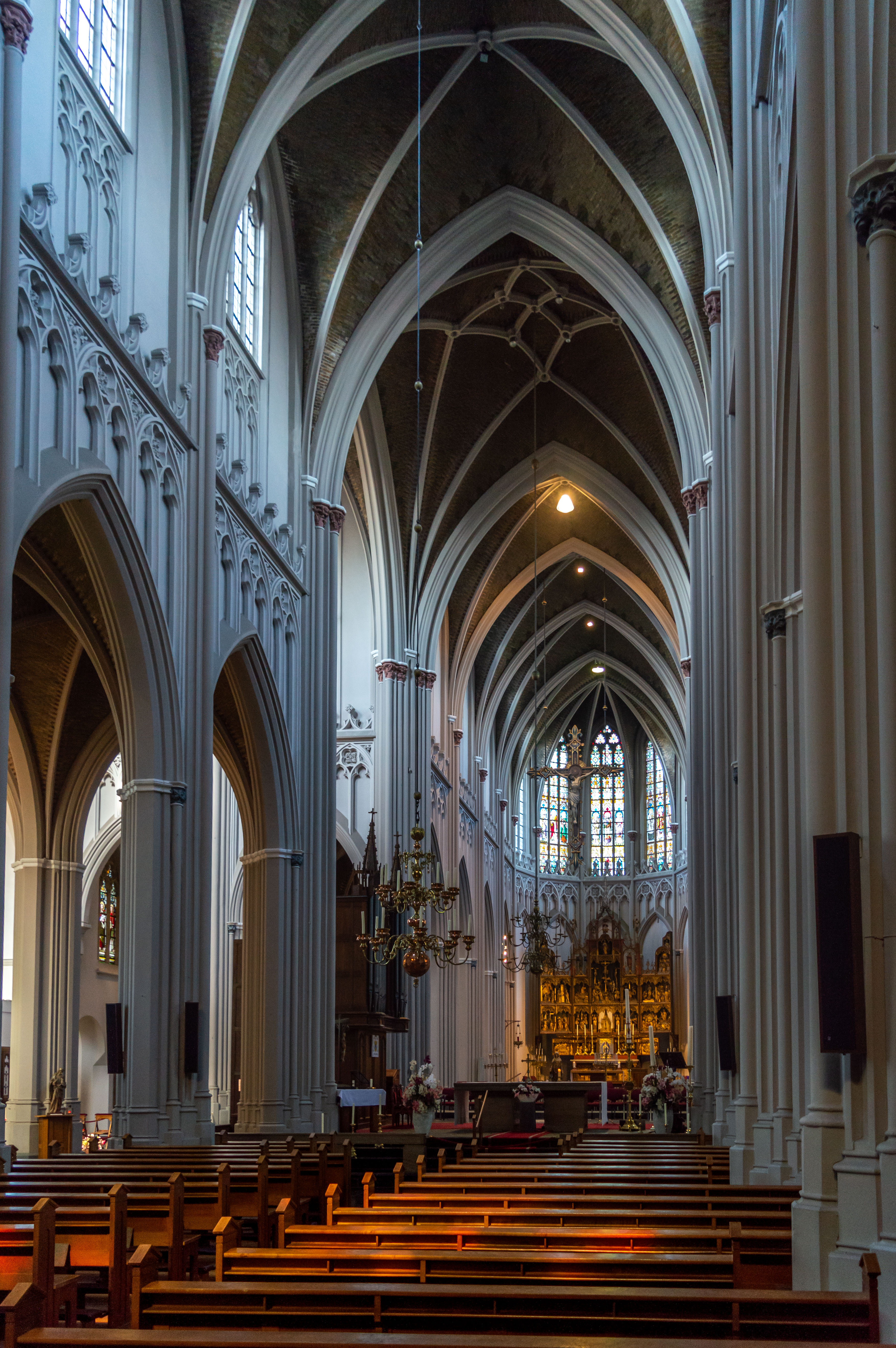
Interieur van de Heuvelse kerk

### Interieur

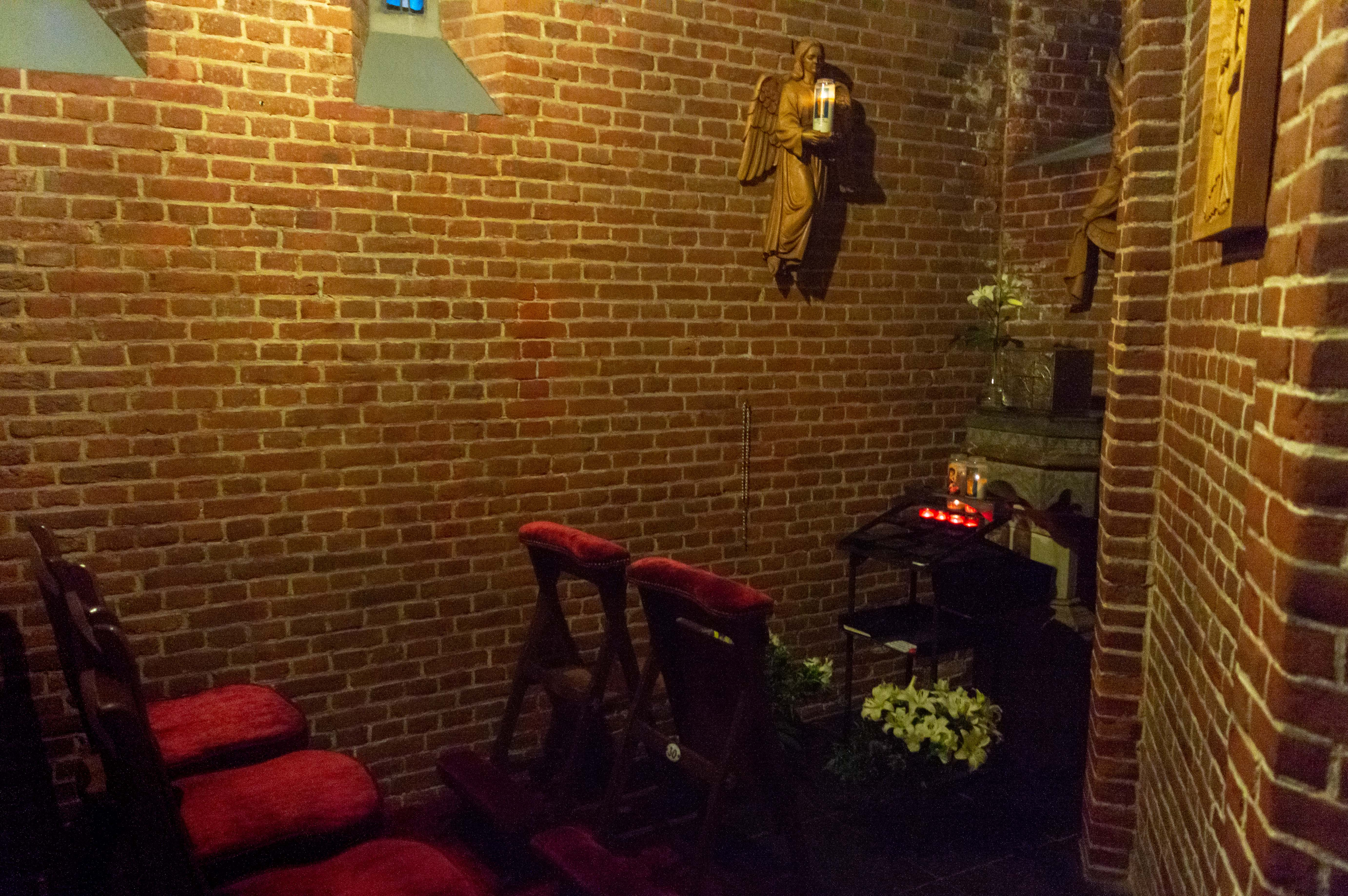
Kapel van Altijddurende Aanbidding

Het middenschip achter de entreehal bestaat uit zes traveeën en wordt geflankeerd door twee zijbeuken. Deze worden van elkaar gescheiden door een rij van pijlers met spitsbogen. De ruimte tussen de bogen en de ramen is versierd met ornamenten. De glas-in-loodramen met Nederlandse heiligen zijn grotendeels afkomstig uit de periode tussen 1901 en 1910. Het interieur wordt overdekt door een kruisribgewelf op de kruising na, waar een stergewelf is. De traveeën uit de eerste bouwfase (1871–1873) zijn te onderscheiden van de nieuwere door het geschilderde bladpatroon langs de zijkant van het gewelf bij het oudere deel. Op de gepleisterde muren van het schip bevinden zich fresco's van de kruisweg, die door de Belg Georges de Geetere zijn geschilderd in 1909–10. Die schilder heeft subtiel de geboorte van Juliana (1909) verwerkt in de fresco van de achtste kruisweg. Er zijn namelijk een meisje met een oranje sjerp, een kroontje en Juliana's geboortejaar te zien. De Geetere heeft een paar jaar later ook twee kapellen van de kerk beschilderd.
Het transept was relatief ondiep tot het aan beide zijden werd verlengd tussen 1955 en 1956 met een deel met lagere plafonds in de vroegchristelijke stijl. Het transept beschikt over zijbeuken, maar deze zijn smaller bij de uitbreiding. Ook scheiden bij het nieuwere stuk rondbogen het transept van de zijbeuken in plaats van spitsbogen. Het priesterkoor heeft een lengte van drie traveeën en bevat een crucifix, die van het plafond naar beneden hangt. Aan beide kanten van het koor zijn sacristieën en de apsis wordt omringd door straalkapellen.
In de buurt van de ingang van de Heuvelse kerk bevindt zich de Kapel van Altijddurende Aanbidding, die sinds 1991 altijd is geopend. Het is de bedoeling dat in deze kapel altijd wordt gebeden en het is een van de laatste plaatsen in Nederland waar deze traditie nog bestaat. Het Brabants Dagblad berichtte dat het aantal bidders afneemt en dat de kapel op sommige momenten leeg is. De kapel bevat reguliere stoelen, bidstoelen en een tabernakel.

### Altaarstuk

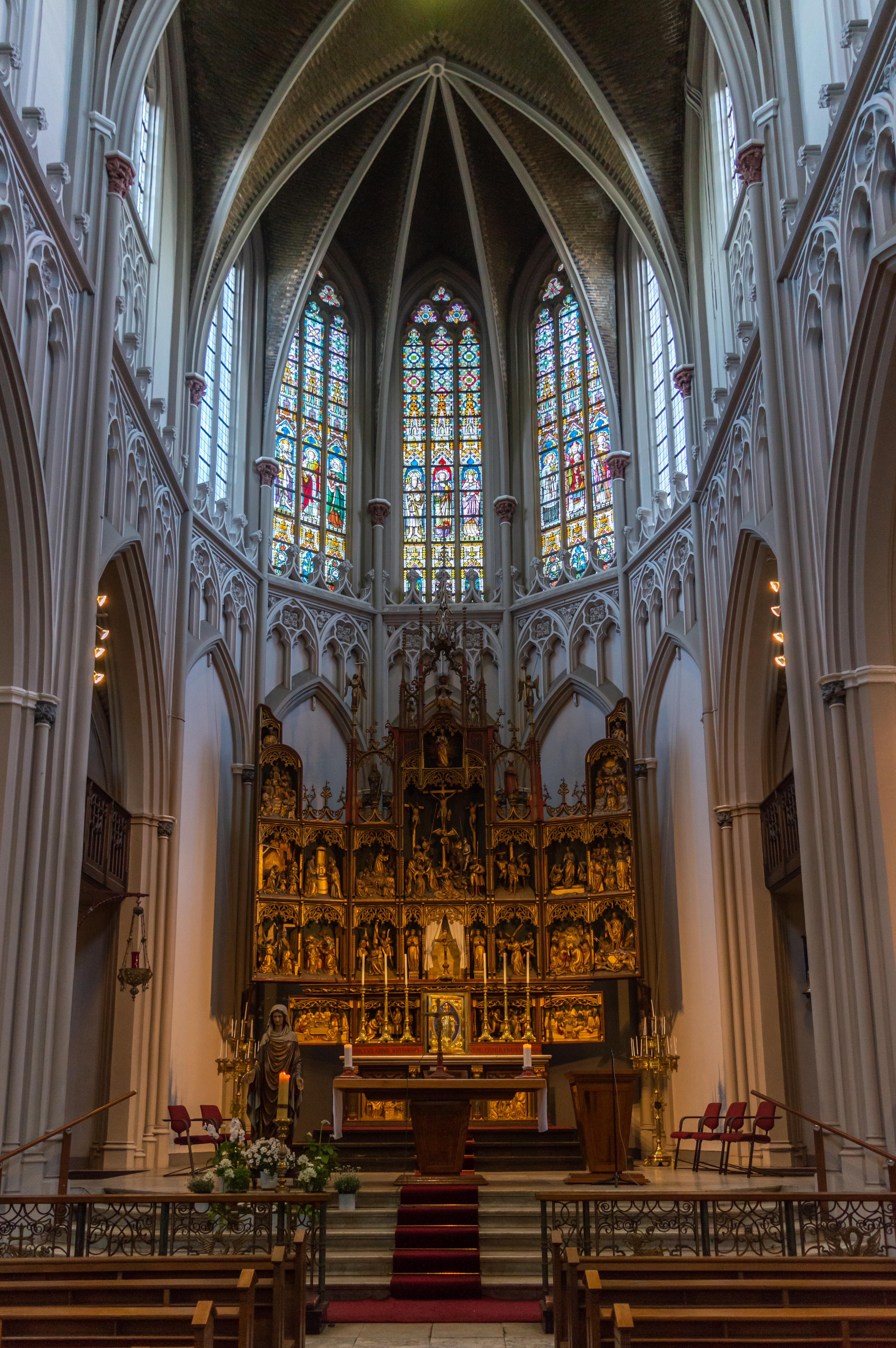
Apsis met het altaarstuk van Hendrik van der Geld (1878–1881)

In de apsis staat een gevleugeld altaarstuk, dat is gemaakt door Hendrik van der Geld in 1878 voor een bedrag van fl. 4800. Ontbrekende stukken werden ingevuld tot 1881, toen het stuk compleet was op de vleugels van de predella na. Het altaarstuk is van eikenhout en bevat deels vergulde reliëfs. Op de linkervleugel worden de vijf blijde geheimen van de rozenkrans uitgebeeld en in het middelste gedeelte zijn de vijf droevige geheimen verwerkt waarbij het reliëf van de kruisiging van Christus groter is dan de andere vier. Het middenstuk is verder versierd met traceerwerk en beeldjes van de Moeder van God, Jezus, twee engelen, Antonius van Egypte en Dionysius van Parijs. De rechtervleugel bevat reliëfs van de vijf glorievolle geheimen.
De predella zit onder het hoofdgedeelte en toont reliëfs van het Laatste Avondmaal, het Pesachmaal, het offer van Melchisedek en een maaltijd met twaalf personen – alle onderdeel van de viering van de eucharistie. Het voetstuk toont ten slotte het bijna-offer van Isaak, de boom van de kennis van goed en kwaad en de mannaregens.

### Orgels

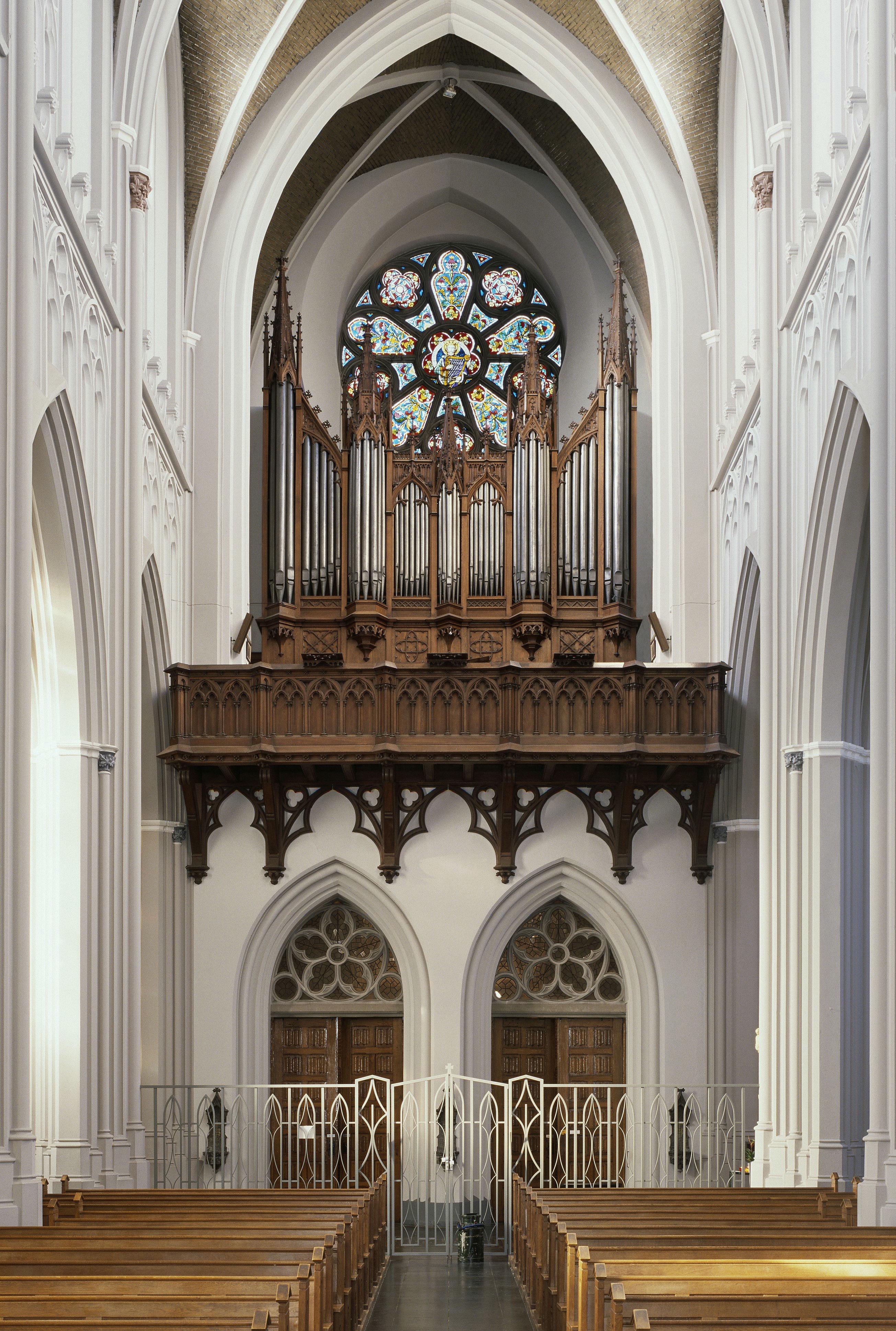
Het hoofdorgel

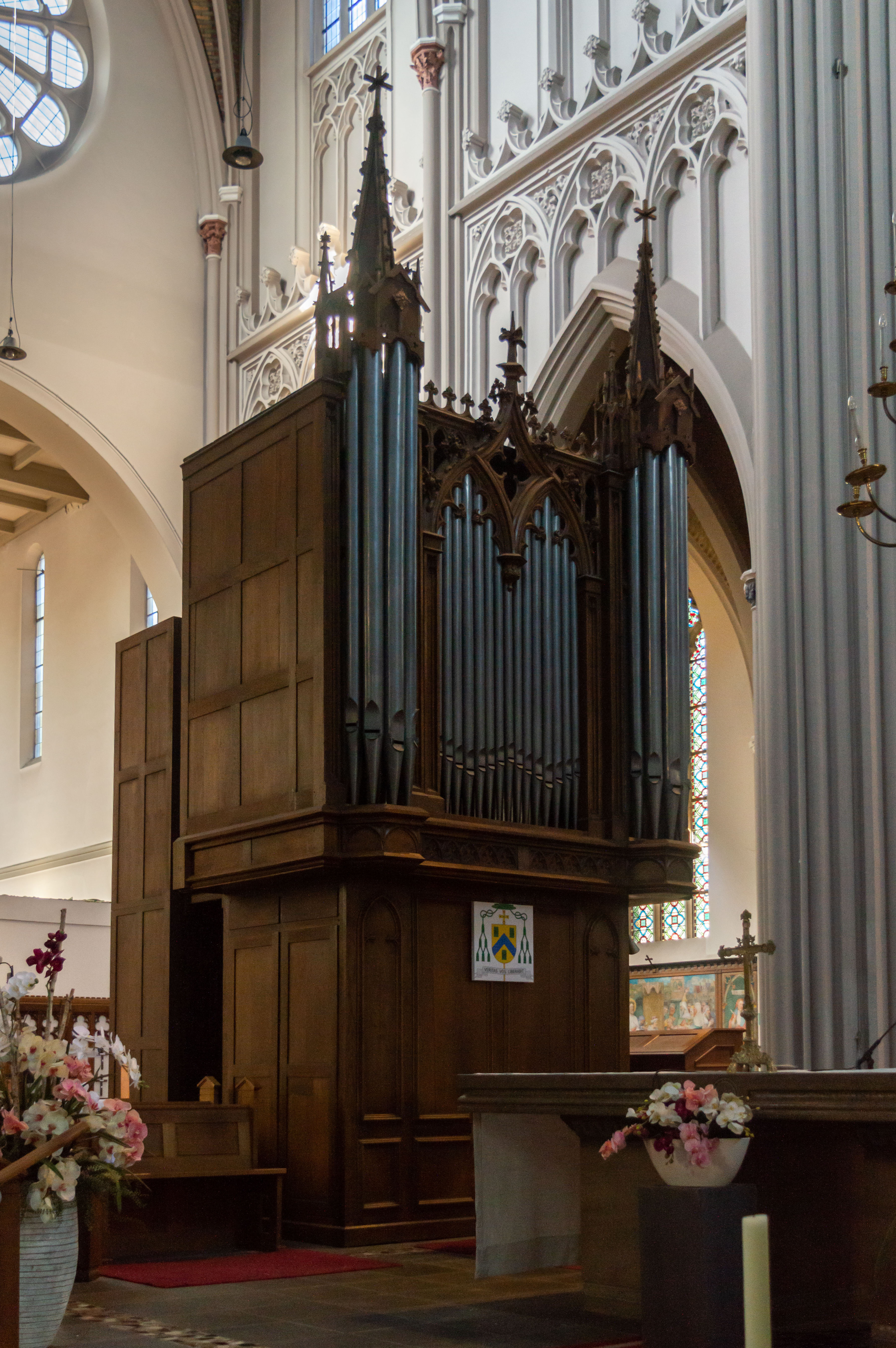
Koororgel

Het hoofdorgel stamt uit 1894 en is gemaakt door orgelbouwer F. C. Smits II. Het bevat ongeveer 1500 pijpen en zit in een neogotisch omhulsel, dat zo gevormd is om het roosvenster niet te blokkeren. In 1955 werd het orgel gerestaureerd en werd de dispositie licht aangepast. In de jaren 1989–90 werd het wederom gerestaureerd door Elbertse Orgelmakers en ditmaal werd de dispositie zoveel mogelijk hersteld naar het origineel:
| Hoofdmanuaal, man. I C–g3 |        |
| Prestant                  | 016 vt |
| Principal                 | 08 vt  |
| Bourdon                   | 016 vt |
| Holpijp                   | 08 vt  |
| Diapason                  | 04 vt  |
| Quint                     | 03 vt  |
| Octaaf                    | 02 vt  |
| Plein Jeu                 | 03 st. |
| Trompet                   | 08 vt  |
| Clairon                   | 04 vt  |

| Echo, man. I |       |
| Gamba        | 08 vt |
| Voix celeste | 08 vt |
| Fluit        | 08 vt |

| Positief, man. II C–g3 |        |
| Principal              | 08 vt  |
| Holpijp                | 08 vt  |
| Salicional             | 08 vt  |
| Octaaf                 | 04 vt  |
| Flûte Octaviante       | 04 vt  |
| Piccolo                | 02 vt  |
| Sexquialter            | 02 st. |
| Fagot                  | 016 vt |
| Basson                 | 08 vt  |

| Pedaal C–f1 |        |
| Subbas      | 016 vt |
| Violon      | 016 vt |
| Holpijp     | 08 vt  |
| Octaaf      | 04 vt  |
| Bazuin      | 016 vt |
| Trompet     | 08 vt  |

Treden
- Koppel ped.-man.
- Koppel ped.-pos.
- Koppel pos.-man.
- Comb. Hoofdman.
- Comb. Pedaal
- Expressietrede

Daarnaast beschikt de Heuvelse kerk over een koororgel, dat vervaardigd is door de Belg François-Bernard Loret. Het orgel werd in 1859 gebouwd voor een kerk aan de Gasthuisstraat. Het verhuisde vervolgens twee keer binnen Tilburg tot het werd verkocht aan de Heuvelse kerk door de Sint-Theresiakerk in 1998. Die laatste kerk was namelijk het jaar daarvoor gesloten. Na de aankoop vond een restauratie plaats waarbij het orgel werd versierd met twee pinakels met daarboven kruisbloemen, versierd met hogels. In 2008 werd het orgel in de Heuvelse kerk ingewijd met de volgende dispositie:
| Manuaal C–f3 |        |
| Bourdon      | 016 vt |
| Prestant     | 08 vt  |
| Bourdon      | 08 vt  |
| Octaaf       | 04 vt  |
| Holfluit     | 04 vt  |
| Cornet       | 04 st. |
| Trompet      | 08 vt  |

| Positief C–f3 |       |
| Bourdon       | 08 vt |
| Viola         | 08 vt |
| Salicet       | 04 vt |
| Fluit         | 04 vt |
| Flageolet     | 02 vt |

| Pedaal C–d1 |        |
| Subbas      | 016 vt |
| Fluitbas    | 08 vt  |
| Fagot       | 016 vt |

Koppels
- Manuaal + Positief
- Pedaal + Manuaal
- Pedaal + Positief

Voordat het huidige hoofdorgel was geplaatst, beschikte de kerk over een orgel met mechanische tractuur van Wander Beekes uit 1828. Dit orgel was gebouwd voor een voormalige Utrechtse schuilkerk aan de Heerenstraat en verkocht aan de Heuvelse kerk in in 1874. Het orgel werd binnen de kerk verplaatst na de voltooiing van de tweede bouwfase. Toen het nieuwe orgel van Smits af was, verkocht de Heuvelse kerk het orgel van Wander Beekes aan de Geffense Maria Magdalenakerk. De dispositie was als volgt:
| Manuaal  |                    |
| Prestant | 08 vt              |
| Bourdon  | 016 vt             |
| Holpijp  | 08 vt              |
| Prestant | 04 vt              |
| Quint    | 03 vt              |
| Octaaf   | 02 vt              |
| Mixtuur  | 04–5 st. bas/disc. |
| Trompet  | 08 vt bas/disc.    |

| Positief   |                 |
| Holpijp    | 08 vt           |
| Quintadeen | 08 vt           |
| Viool      | 08 vt           |
| Prestant   | 04 vt           |
| Fluit      | 04 vt           |
| Woudfluit  | 02 vt           |
| Flageolet  | 01 vt           |
| Fagot      | 08 vt bas/disc. |

- Aangehangen pedaal, manuaalkoppel, tremulant

## Galerij

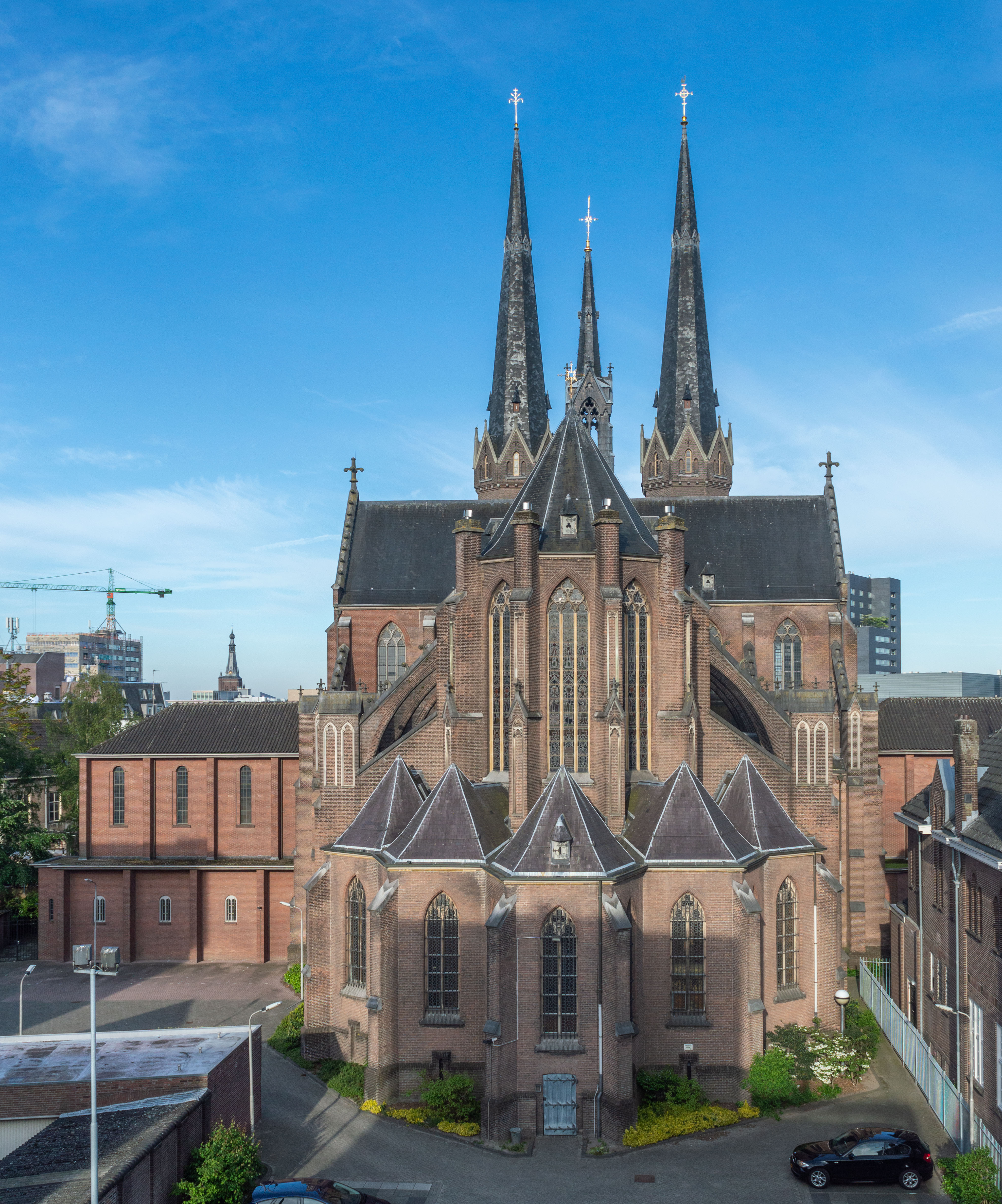
Achterkant van de kerk met luchtbogen
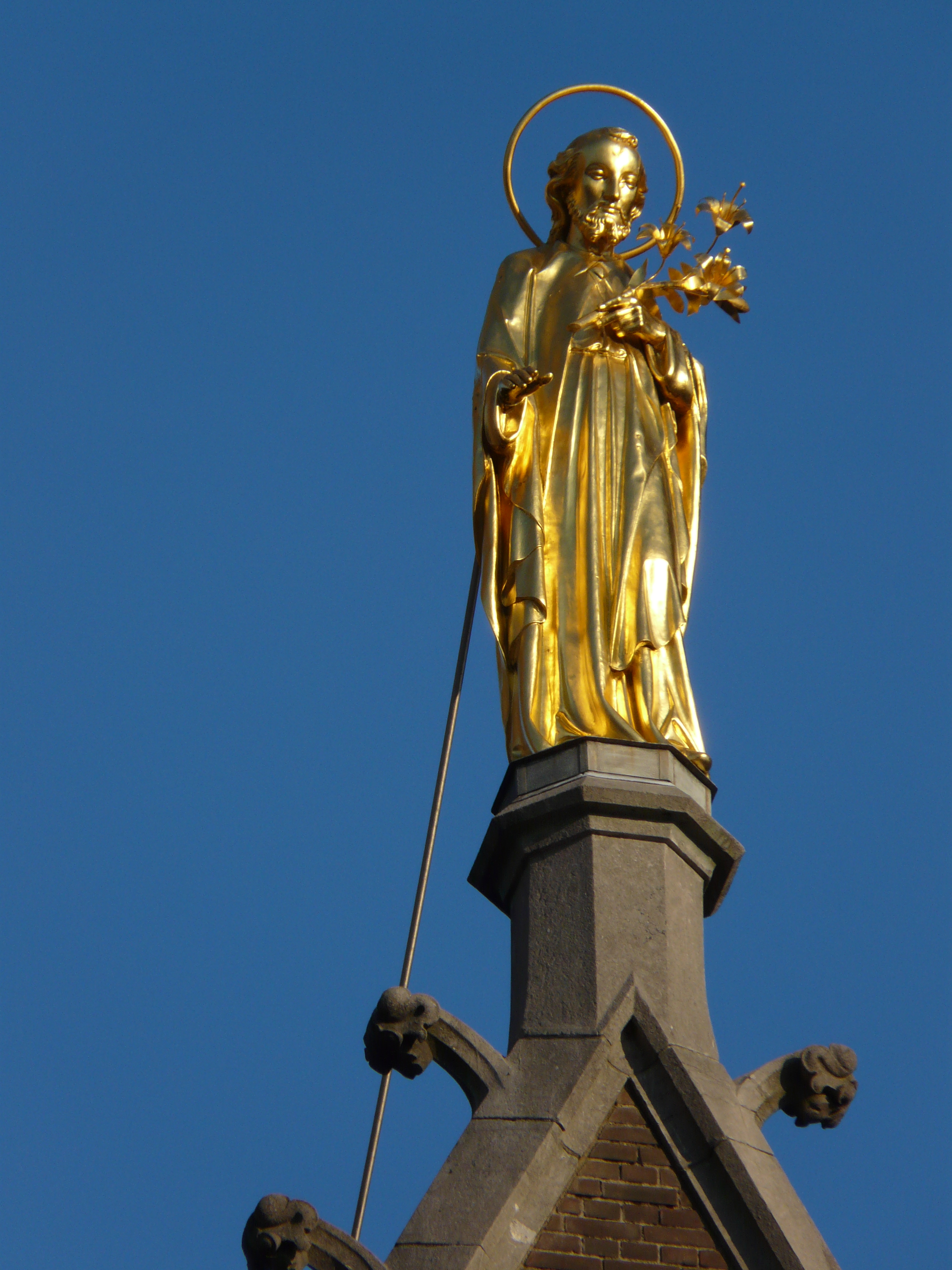
Het in koper vergulde beeld van Sint-Jozef op de voorgevel
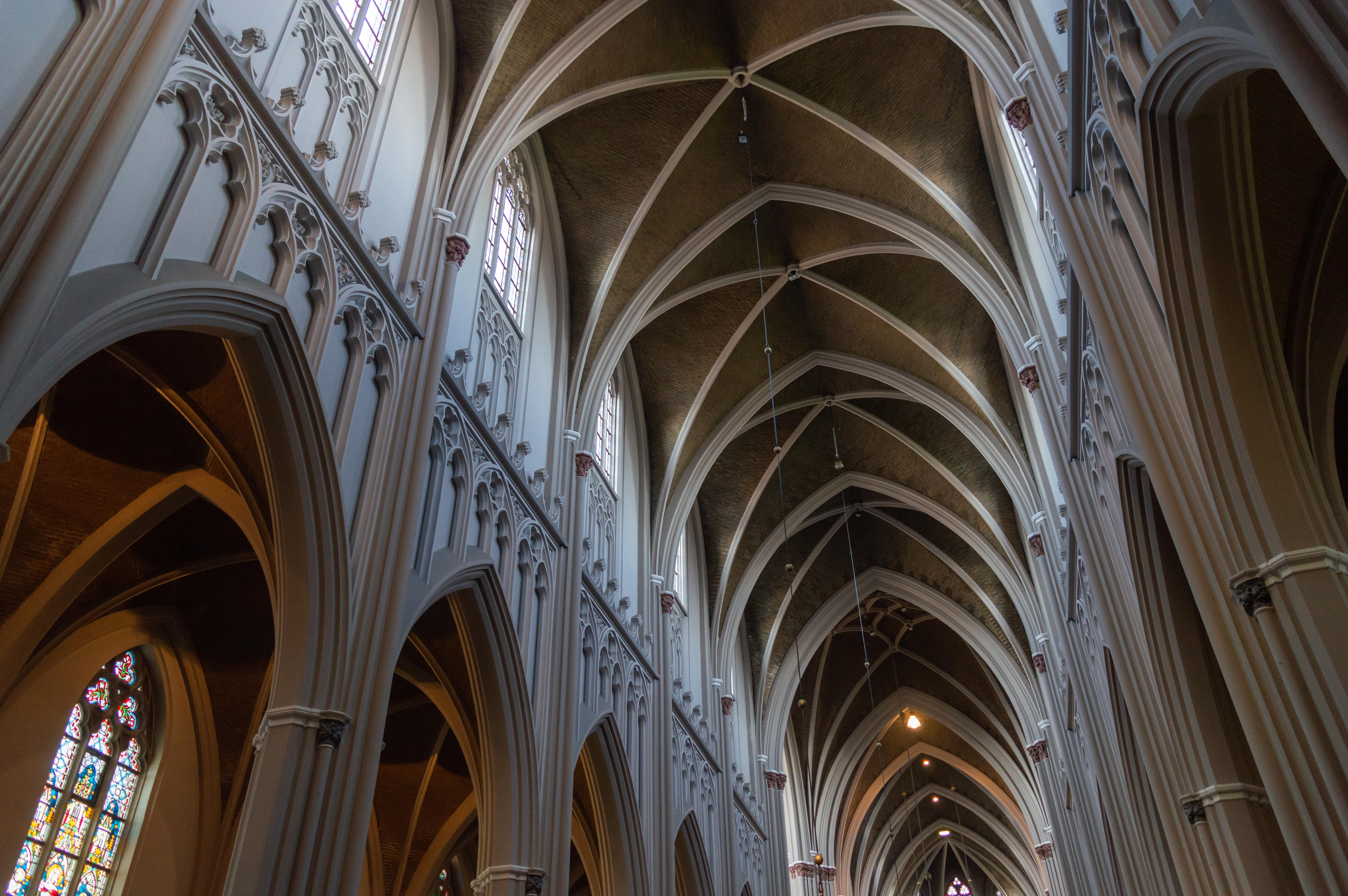
Gewelf van het schip
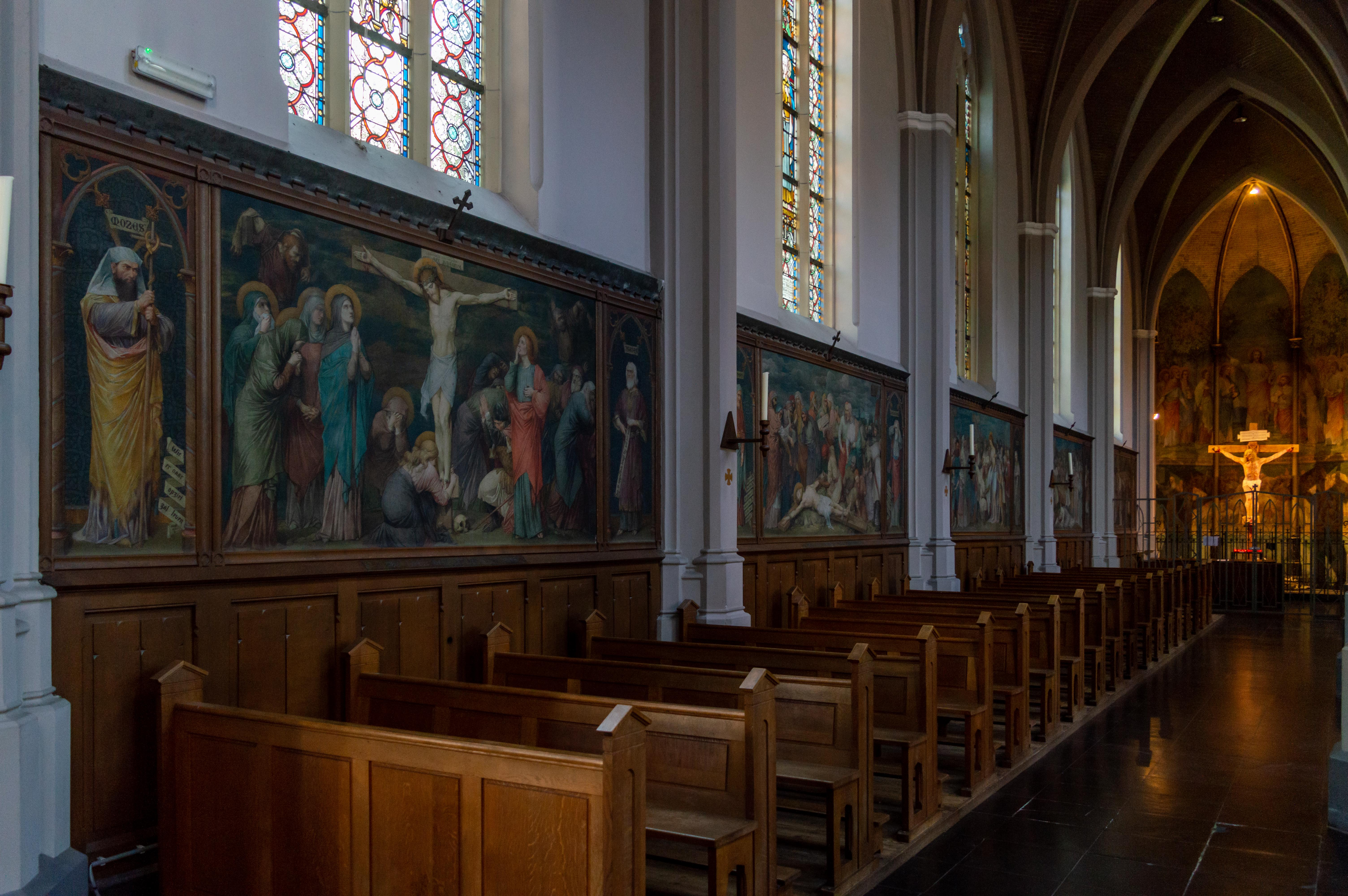
Zijbeuk met fresco's van Georges de Geetere
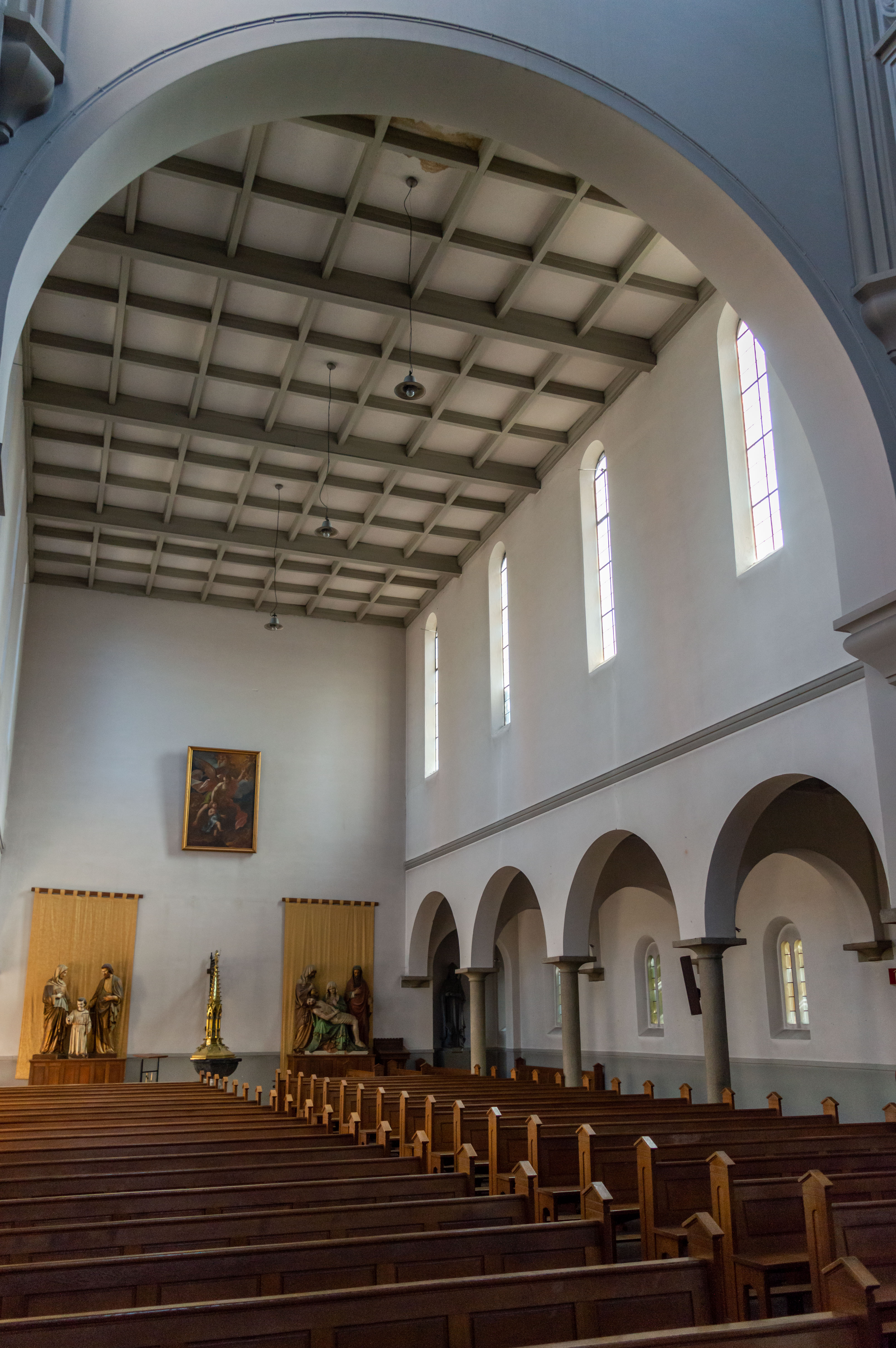
Zuidelijke uitbreiding van het transept